# Kosmonautik-Museum

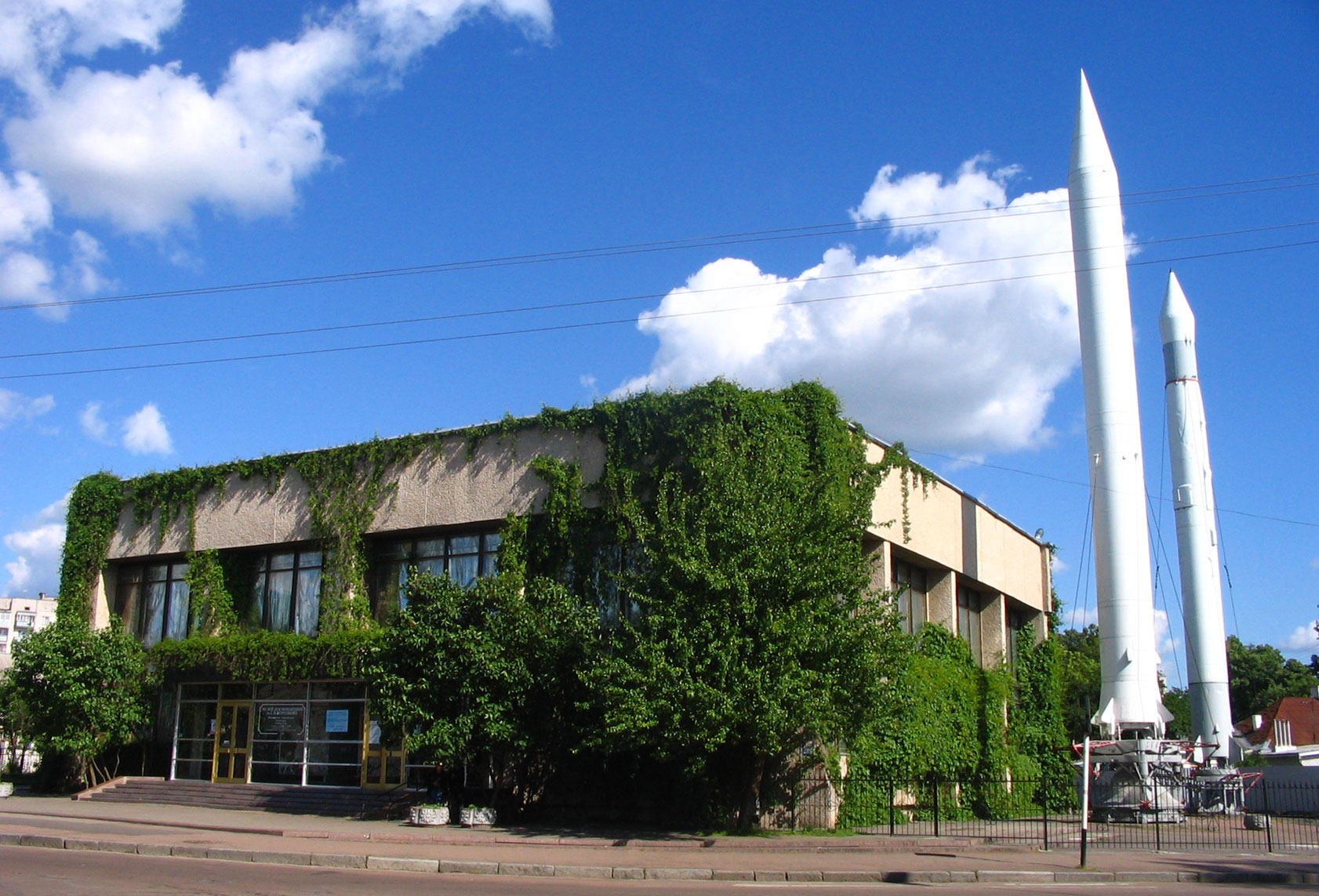
Das Kosmonautik-Museum

Das Kosmonautik-Museum (ukrainisch Музей космонавтики імені Сергія Павловича Корольова) in der heute ukrainischen Stadt Schytomyr ist ein Museum, das dem Leben des sowjetischen Wissenschaftlers und Konstrukteurs des Sputnik Sergei Koroljow und der Weltraumforschung gewidmet ist.
1970 wurde das Museum im früheren Geburts- und Wohnhaus von Koroljow eröffnet. In diesem Gebäude sind persönliche Gegenstände und Möbel ausgestellt, wie sie im Elternhaus Koroljows während seiner Kindheit vorhanden gewesen sein sollen. In einem der Räume sind Unterlagen und Auszeichnungen zu sehen, die das Arbeitsleben und berufliche Erfolge des Ingenieurs dokumentieren. Es sind u. a. Fotos von Koroljow mit Juri Gagarin und während der Entwicklung des Sputniks ausgestellt.
Viele Gegenstände, Unterlagen und persönliche Gegenstände erhielt das Museum als Geschenk von Koroljows Familie, Freunden und Kollegen.
1987 wurde das Museum organisatorisch selbständig und erhielt seinen heutigen Namen „Sergej Koroljow-Kosmonautikmuseum“. Im selben Jahr wurde ein Gebäude für die Ausstellung „Kosmos“ gegenüber von Koroljows Geburtshaus fertiggestellt und in den Museumskonzept integriert. Am 1. Juni 1991 erfolgte die Eröffnung dieses Museumsteils.
In der Ausstellung werden Exponate zur Raumfahrttechnik wie Nachbauten von Sputnik, Lunochod und Mir, Ausrüstungsgegenstände und deren Entwicklung, aber auch Unterlagen, Fotos und Souvenirs zum Thema Weltall und Raumfahrt gezeigt. Ein eigener Bereich enthält Museumsgegenstände, die die Entwicklung der Raumfahrt in der Ukraine zeigen. In der Mitte des Ausstellungsraumes befindet sich ein mit Wasser gefülltes Becken als Symbol des Lebens. In der Mitte des Beckens befindet sich eine Bibel, als Symbol für Weisheit.